# Амонійний динаміт
Амонійний динаміт (рос. аммиачный динамит, англ. ammon-dynamite, нім. Ammondynamit n — різновид динаміту, в якому частина нітрогліцерину замінена амонійною селітрою (в кількості, яка не змінює потенційну енергію ВР).